# Su-Ki
Вантажівка-амфібія «Су-Кі» — японський військовий автомобіль часів Другої світової війни, що вироблявся компанією Toyota Motor Co., Ltd. Він надійшов на озброєння в 1943 році і використовувався японськими військами в Тихому океані під час Другої світової війни. Всього було випущено 198 вантажівок Су-Кі.

## Дивіться також
- DUKW
- Schwimmwagen
- Ford GPA "Seep" ( морський джип )